# Cámara de Representantes de Georgia
La Cámara de Representantes de Georgia es la cámara baja de la Asamblea General de Georgia. La cámara cuenta con 180 miembros, elegidos para mandatos de dos años. Los republicanos tienen mayoría en la cámara desde el 2005.

## Poderes
La constitución estatal le da a la legislatura estatal el poder de hacer leyes estatales, restringir el uso de la tierra para proteger y preservar el medio ambiente y los recursos naturales, formar una milicia estatal bajo el mando del Gobernador de Georgia, gastar dinero público, condenar propiedad, propiedad de zona, participar en el turismo, y controlar y regular la publicidad exterior.
La legislatura estatal no puede otorgar la incorporación a personas privadas, pero puede establecer leyes que rijan el proceso de incorporación. También se prohíbe autorizar contratos o acuerdos que puedan tener el efecto o la intención de disminuir la competencia o fomentar un monopolio.

## Privilegios
Los miembros de la Cámara de Representantes de Georgia mantienen dos privilegios durante su mandato. Primero, ningún miembro puede ser arrestado durante la sesión o durante las reuniones del comité, excepto en casos de traición, delito grave o " quebrantamiento del orden público". En segundo lugar, los miembros no son responsables de nada que puedan decir en la sesión o en las reuniones del comité.

## Composición
De acuerdo con la constitución estatal de 1983, este organismo debe estar integrado por no menos de 180 miembros elegidos por períodos de dos años. Las elecciones se llevan a cabo el primer martes después del primer lunes de noviembre en los años pares.
Es la tercera cámara baja más grande de los Estados Unidos, detrás de Nuevo Hampshire (400) y Pensilvania (203). Actualmente, los republicanos tienen mayoría.
|                            | Partido   | Partido | Vacantes | Total |     |
| Republicano                | Demócrata |         | Vacantes | Total |     |
| -------------------------- | --------- | ------- | -------- | ----- | --- |
| Bancas                     | 103       | 76      | 1        | Total | 180 |
| Último porcentaje de votos | 57.5%     | 42.5%   |          |       |     |

## Liderazgos
| Posición             | Nombre        | Partido             |
| -------------------- | ------------- | ------------------- |
| Portavoz             | David Ralston | Partido Republicano |
| Portavoz pro tempore | Jan Jones     | Partido Republicano |
| Líder de la mayoría  | Jon G. Burns  | Partido Republicano |
| Líder de la minoría  | James Beverly | Partido Demócrata   |